# Vladimír Astl
Vladimír Jan Astl (22. července 1876, Praha – 15. května 1960, Praha-Liboc) byl český sochař a restaurátor.

## Život
Vladimír Jan Astl byl synem poštovního úředníka Roberta Astla a jeho ženy Kateřiny. Měl tři mladší sourozence, bratry Lea (* 1879), Rudolfa (* 1881) a sestru Olgu (* 1877). V mládí se nijak výtvarně neprojevoval, ale jeho vychovatel Alfons Riegl ho vedl k zájmu o přírodu. Teprve za studií na reálném gymnáziu na Smíchově začal přemýšlet o výtvarném směřování. Při předcvičování v Sokole v Krásném Březně si zlomil ruku a otec pak naléhal, aby odešel z gymnázia a věnoval se úřednické kariéře. Vladimír hledal jiné alternativy a přihlásil se ke zkouškám na Uměleckoprůmyslovou školu. Kresbu podle modelu začal cvičit až před přijímacími zkouškami, ale projevil výtvarný talent a byl přijat.
V letech 1895-1896 studoval u Stanislava Suchardy a poté v ateliéru Ladislava Šalouna, kde umělecky vyspěl. Roku 1898 složil úspěšně přijímací zkoušku do Myslbekovy speciální školy na Akademii. Mezi jeho spolužáky patřili například Bohumil Kafka, Václav Antoš, Ludvík Herzl, Josef Kalvoda, Ladislav Kofránek, Jan Štursa, Karl Wilfert nebo Quido Kocian. Po absolvování Akademie si Astl zřídil ateliér v Praze-Liboci, čp. 254.
Dne 25. února 1911 se oženil s Ludmilou Stránskou, se kterou měl jedinou dceru Hanu Astlovou. Ta zemřela bezdětná a sochař tedy nemá přímé potomky. Astlovo sociálně orientované sochařství bylo přijatelné i pro poúnorový komunistický režim a jeho sochy byly pravidelně vystavovány. Roku 1950 mu Akademie věd udělila finanční podporu 3 000,- Kčs určenou k dalšímu rozvoji jeho díla, ale žádné Astlovy signované sochy z tohoto období nejsou známy. Roku 1956 byl Vladimír Astl při příležitosti 80. narozenin jmenován zasloužilým umělcem. Zemřel 15. května 1960 v Liboci a je pohřben v Praze na Olšanech.

## Dílo
Vladimír Astl byl silně ovlivněn sociálními tendencemi v sochařství, které reprezentovali především Francouzi Auguste Rodin, Jules Dalou a Henri Bouchard nebo belgický sochař Constantin Meunier. Meunierovy sochy bylo možné vidět v Praze v letech 1901-1903 na výstavách Krasoumné jednoty v Rudolfinu a roku 1906 na jeho autorské výstavě v Praze.
Pro vlastní tvorbu mohl být Meunier silnou inspirací, ale sociálně laděné dílo Vladimíra Astla prostupuje zejména smysl pro naturalistickou modelaci od prvotní myšlenky až po finální ztvárnění. Jeho sociální výjevy obohacuje a zároveň zjemňuje lyričnost a intimita pojetí. Nejstarším známým dílem, které je známo pouze z reprodukce v časopisu Zlatá Praha a bylo zničeno ještě za Astlova života, je vysoký reliéf s názvem Starý muž po práci (1898). Astl ve stejné době vytvořil také model, kterým se zúčastnil druhé sochařské soutěže na pomník Mistra Jana Husa v Praze.
Mezi Astlova první realizovaná díla patří sochy Děvče s drůbeží a Rybolov na Vinohradské tržnici z let 1901-1903. Předlohy, vytvořené Antonínem Procházkou, byly vystaveny roku 1902 na První dělnické výstavě v Praze.
K vrcholům sochařovy tvorby z hlediska přístupu k modelování lidského těla i v přesvědčivosti výrazu patří socha Žízeň z roku 1905 ze sbírky Národní galerie v Praze. Sochař sám popisuje jak na svých procházkách do přírody pozoroval žence trávy a námětem k soše se stal jeden z nich, když přišel k potůčku a pil vodu ze svého klobouku. K jeho sociálně orientovaným dílům patří také socha Prosící žena (1905, Národní galerie v Praze). Ta vznikla podle stařenky, která přišla do umělcova ateliéru s prosbou o kousek chleba a na požádání umělce pak ochotně seděla jako model. Dalším význačným Astlovým dílem je pečlivě promodelovaný portrét ženy z tříčtvrtečního profilu s názvem Smutek (1910, Národní galerie v Praze), vycházející typově ze zpodobení Panny Marie. Portréty, které potvrzují jeho modelační talent a vyznačují se precizností provedení, tvoří významnou část Astlova díla.
Astlovu portrétní tvorbu dále reprezentuje reliéfní portrét pedagoga Dr. Antonína Majera (1905), sousoší dvou mladých chlapců (1908), podobizna děvčátka (1910), matky Kateřiny Astlové, otce Roberta Astla, sestry Olgy a jejího muže Karla Myslivečka. Medailony Karla Bendla a Zdeňka Fibicha pro Smetanovu síň Obecního domu zmiňuje Astl jako vlastní dílo ve své autobiografii. Nesignované portréty skladatelů však bývají tradičně připisovány jeho spolužáku z Myslbekova ateliéru Josefu Kalvodovi a Astlovo autorství nelze nijak ověřit.
Z Astlových církevních zakázek je nejznámější jeho reliéfní portrét Mistra Jana Husa pro pamětní desku, která byla osazena na kostele sv. Klimenta v Praze (c. 1915), později též na jiných evangelických kostelech nebo pamětních kamenech v Čechách (Libčice, Ledčice, Volyně, Hradiště u Nasavrk, Soběhrdy, ad.). Spoluautorem pamětní desky byl architekt Pavel Janák. Portrét následně využili jako vzor i jiní sochaři. Nedochovalo se Astlovo dílo Boží hrob, přihlášené na výstavu Krasoumné jednoty roku 1908.
Pro kostel sv. Václava, zřízený nejprve jako kaple v místě někdejšího proboštského pivovaru v Praze-Dejvicích, vytvořil Vladimír Astl soubor čtrnácti terakotových reliéfů Křížové cesty. Ty byly osazeny do bočních stěn kaple před jejím vysvěcením 28. září 1909. Roku 1965 byly po rekonstrukci kaple přemístěny a nyní se nacházejí v novém uspořádání a ve výši očí. Pro celý soubor je charakteristická precizní práce s rozlišením postojů, gest a výrazů zobrazovaných postav. Originální je i kompoziční pojetí některých výjevů. Těla postav jsou značně protáhlá až deformovaná a u některých autor plně nezvládl perspektivní zkratku nebo proporce chodidel. Nejlépe vycházejí figury pracujících mužů, které Astl jako sociálně zaměřený sochař ovládal nejlépe.
Portréty rodinných příslušníků Vladimíra Astla jsou v soukromém vlastnictví. Portrét Dr. Jaroslava Hrušky pro městské divadlo v Kladně odkoupilo roku 1946 Ministerstvo školství a osvěty. Některá další díla byla patrně zničena za druhé světové války, když dům Astlovy rodiny poničilo bombardování. Astlovy návrhy, s nimiž se zúčastnil veřejných soutěží na nejrůznější pražské pomníky (pomník Bedřicha Smetany, Žižkův pomník na Vítkově, pomník padlých hrdinů pro Královské Vinohrady), se mohly dochovat, ale nelze je v souboru nesignovaných sochařských děl zpětně identifikovat. Nezvěstná jsou také jím zmiňovaná díla sociálního umění Pískař (pro výstavu Krasoumné jednoty), Po boji, Kovář a socha Stařec. Ta byla protějškem Prosící ženy a je uvedena v jeho přihlášce pro výstavu Krasoumné jednoty roku 1906.

### Známá díla
- Starý muž po práci, reliéf, pískovec (1898), nedochováno
- Děvče s drůbeží, Rybolov (podle návrhu Antonína Procházky, 1901-1903), Vinohradská tržnice Praha
- Žízeň (1905), pískovec v. 112 cm, Východočeská galerie Pardubice, bronz, Národní galerie v Praze
- Prosící žena, sádra, bronz v. 107 cm (1905), Národní galerie v Praze
- Portrétní plaketa Dr. Antonína Majera, bronz 154 x 40 cm (1905), Vodňany
- Karel a Tonda - dvojportrét hochů, bronz v. 54 cm (1908), Národní galerie v Praze
- Křížová cesta, reliéfy (1908-1909), kostel sv. Václava, Praha-Dejvice
- Smutek, bronz v. 24,5 cm (1910), Národní galerie v Praze
- Podobizna děvčátka, pat. sádra v. 40 cm (po roce 1910), Národní galerie v Praze
- Karel Bendl a Zdeněk Fibich - portrétní medailony (c. 1910), Smetanova síň, Obecní dům, Praha (autorství ?)
- Rodinná hrobka dr. Crhy, terazzo + medailon (1910), Lomnice nad Popelkou
- Deska s portrétem Mistra Jana Husa, bronz (c. 1915), kostel sv. Klimenta, Praha, farní kostel Libčice
- Portrét Olgy Myslivečkové, pat. sádra, soukromá sbírka
- Portrét Karla Myslivečka, soukromý archiv rodiny
- Podobizna matky, pat. sádra v. 34 cm včetně soklu, soukr. sbírka
- Podobizna otce, pat. sádra v. 50 cm, soukr. sbírka
- Reliéf s tančícími dětmi, bronz, Národní galerie v Praze

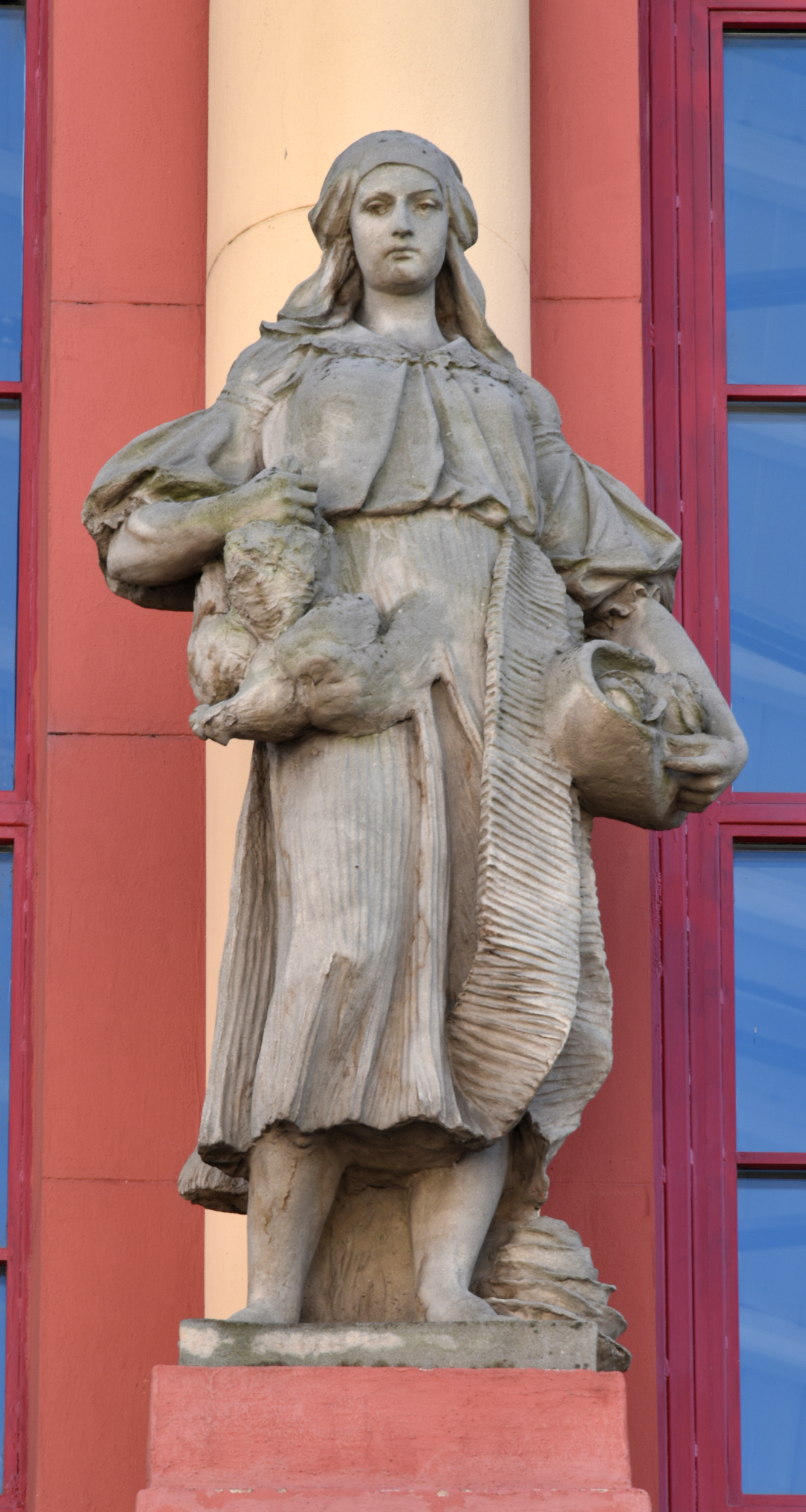
Vladimír Astl, Děvče s drůbeží (1903)
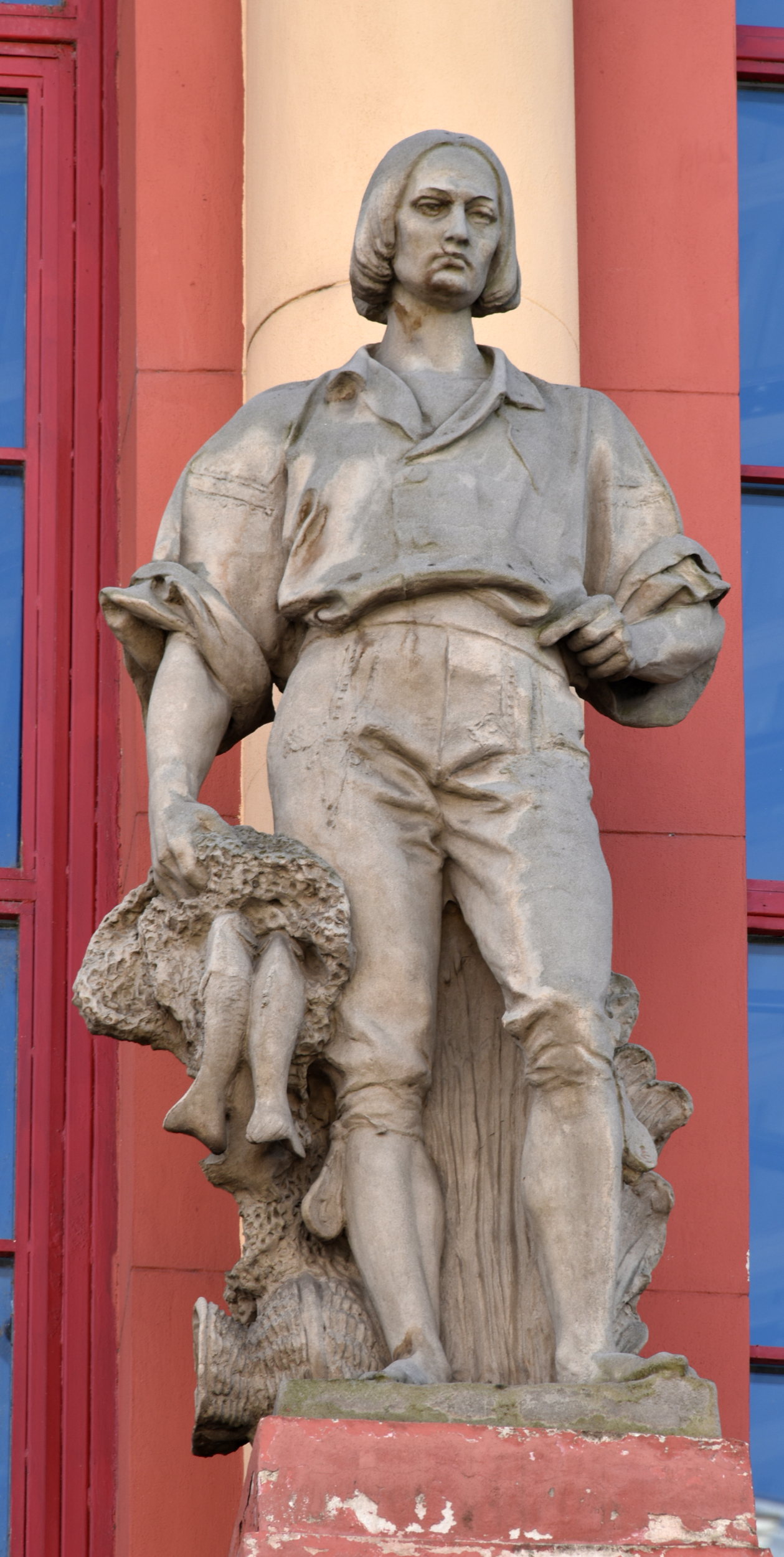
Vladimír Astl, Rybolov (1903)
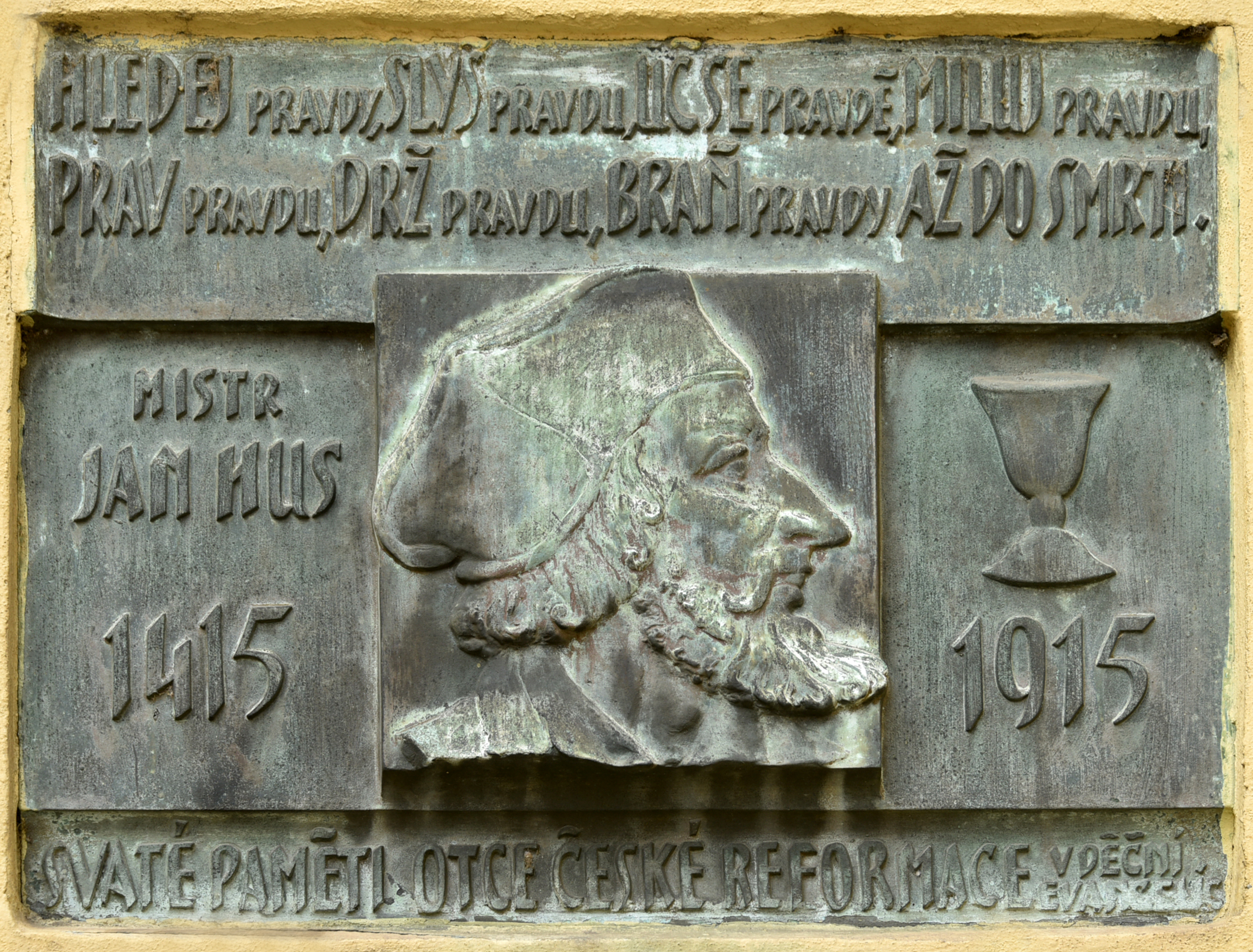
Vladimír Astl, Pamětní deska Jana Husa, kostel sv. Klimenta

#### Křížová cesta, kostel sv. Václava

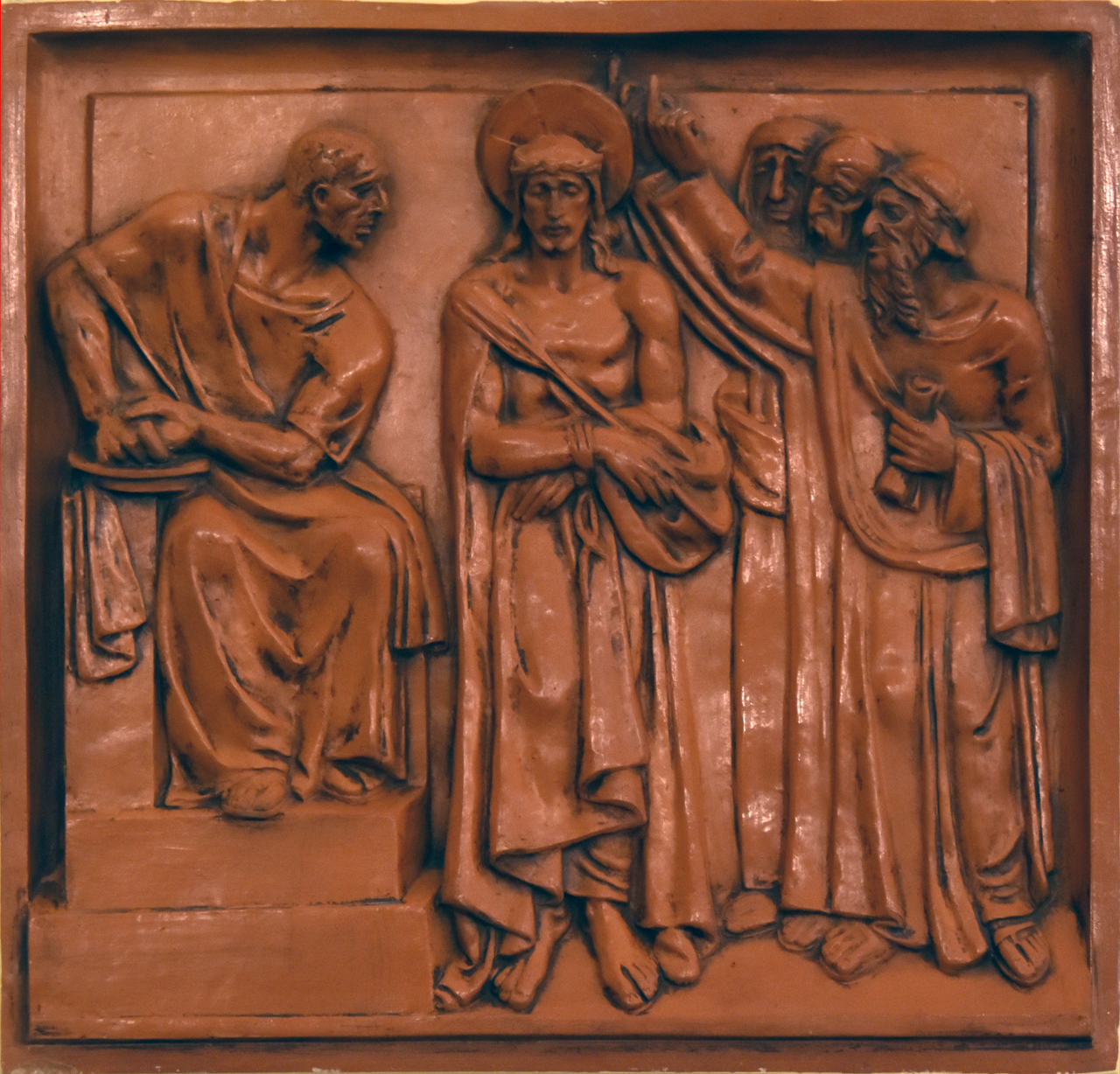
Vladimír Astl, Křížová cesta (1), Ježíš odsouzen k smrti
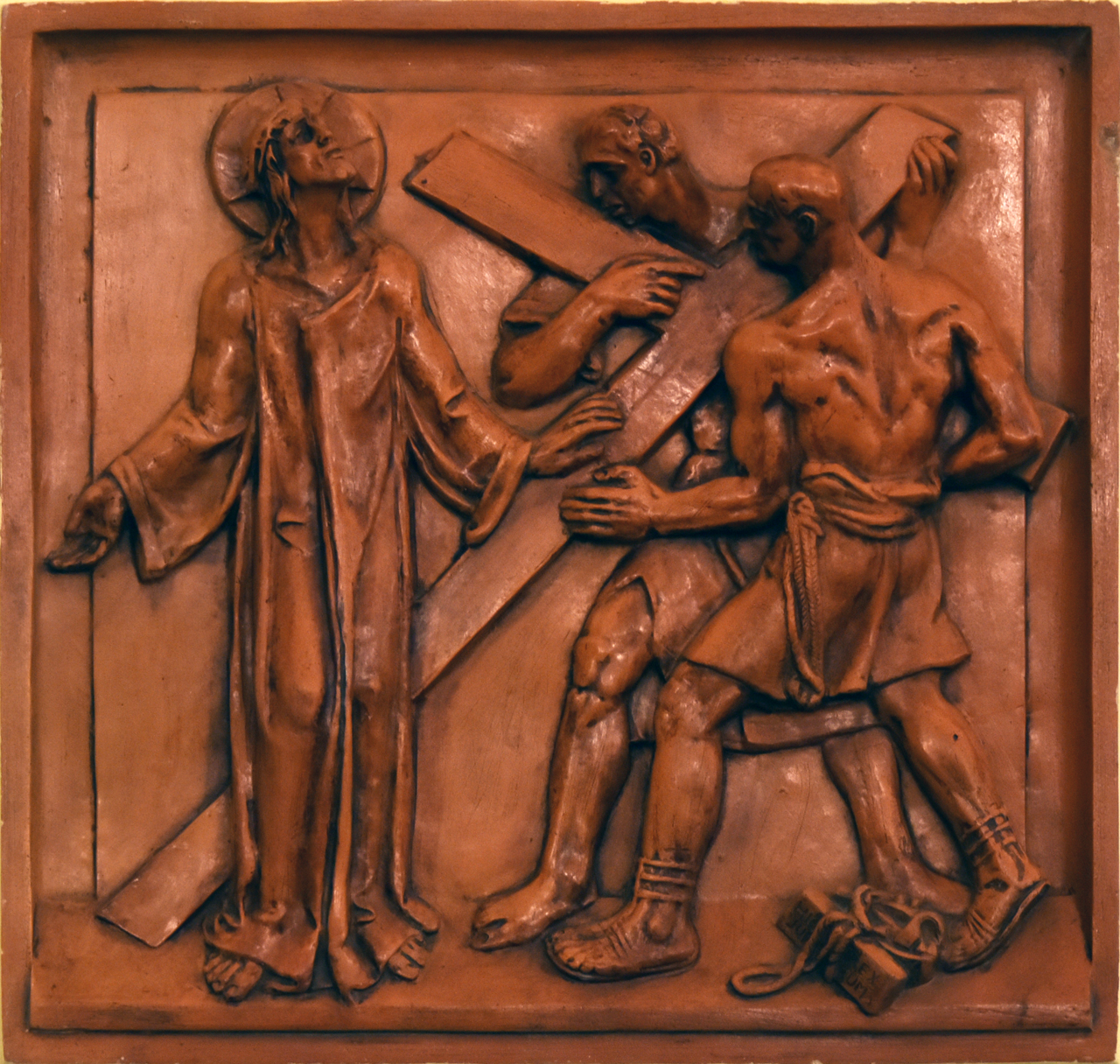
Vladimír Astl, Křížová cesta (2), Ježíš přijímá kříž
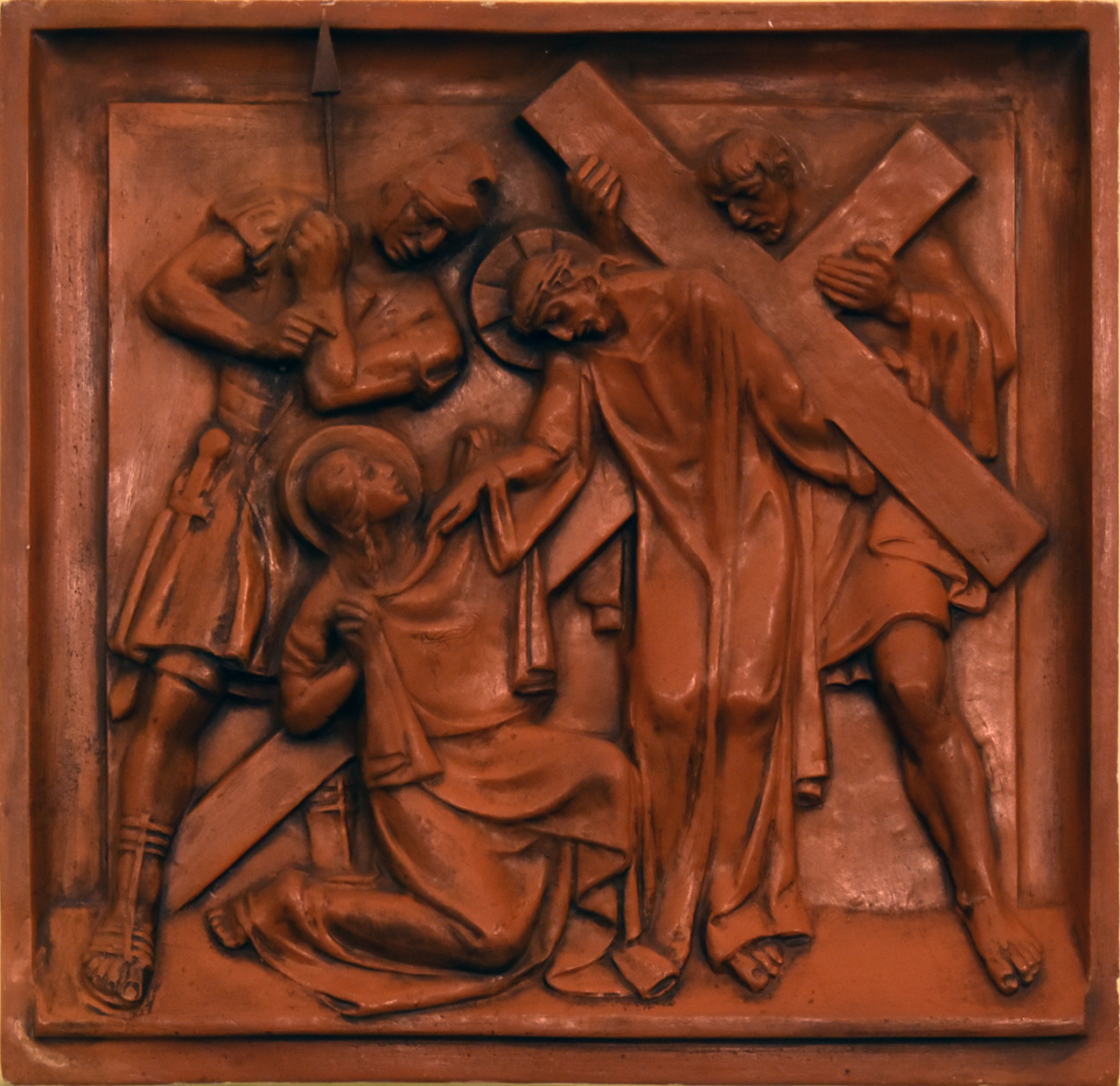
Vladimír Astl, Křížová cesta (6), Veroničina rouška
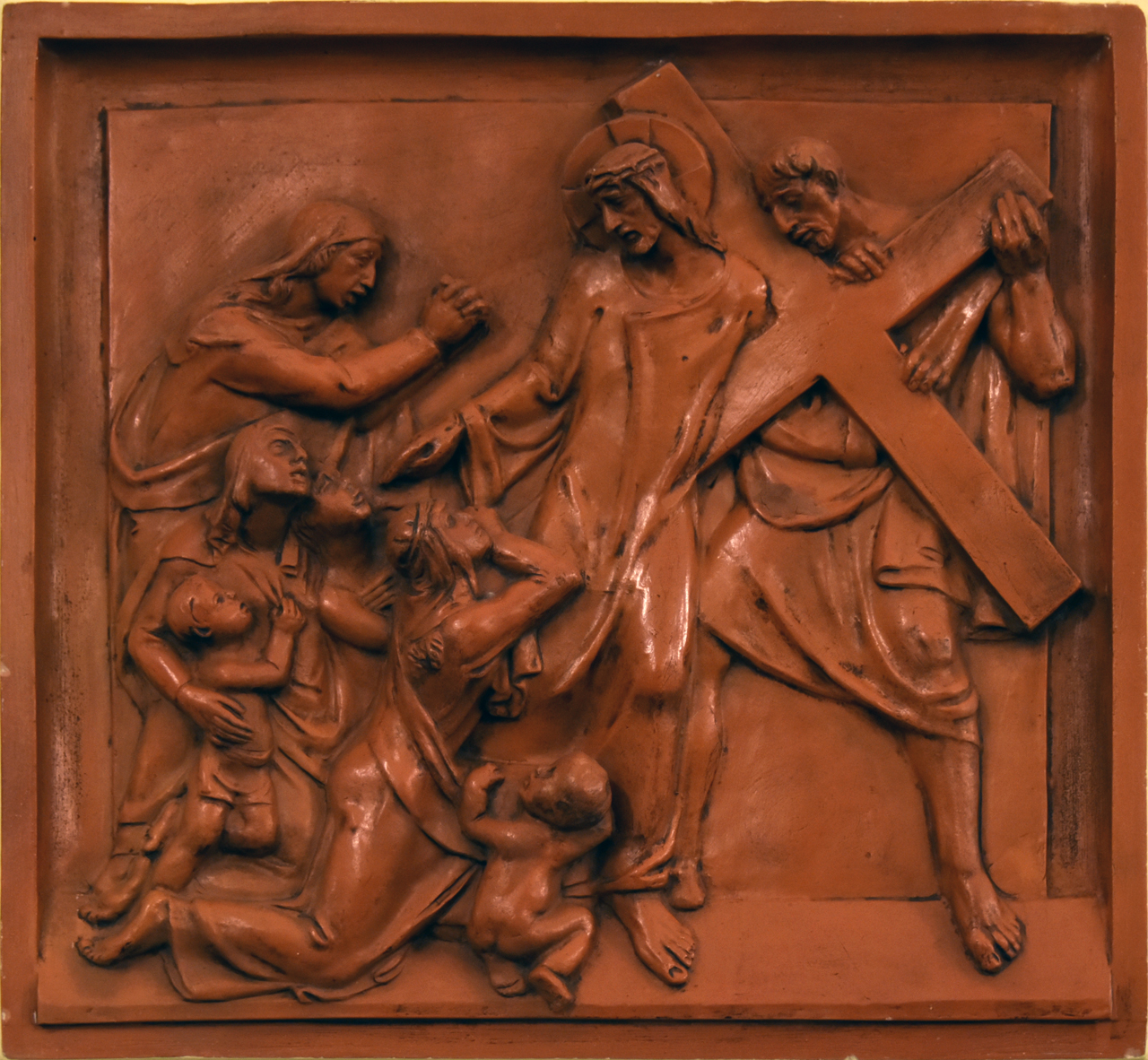
Vladimír Astl, Křížová cesta (8), Kristus napomíná plačící ženy
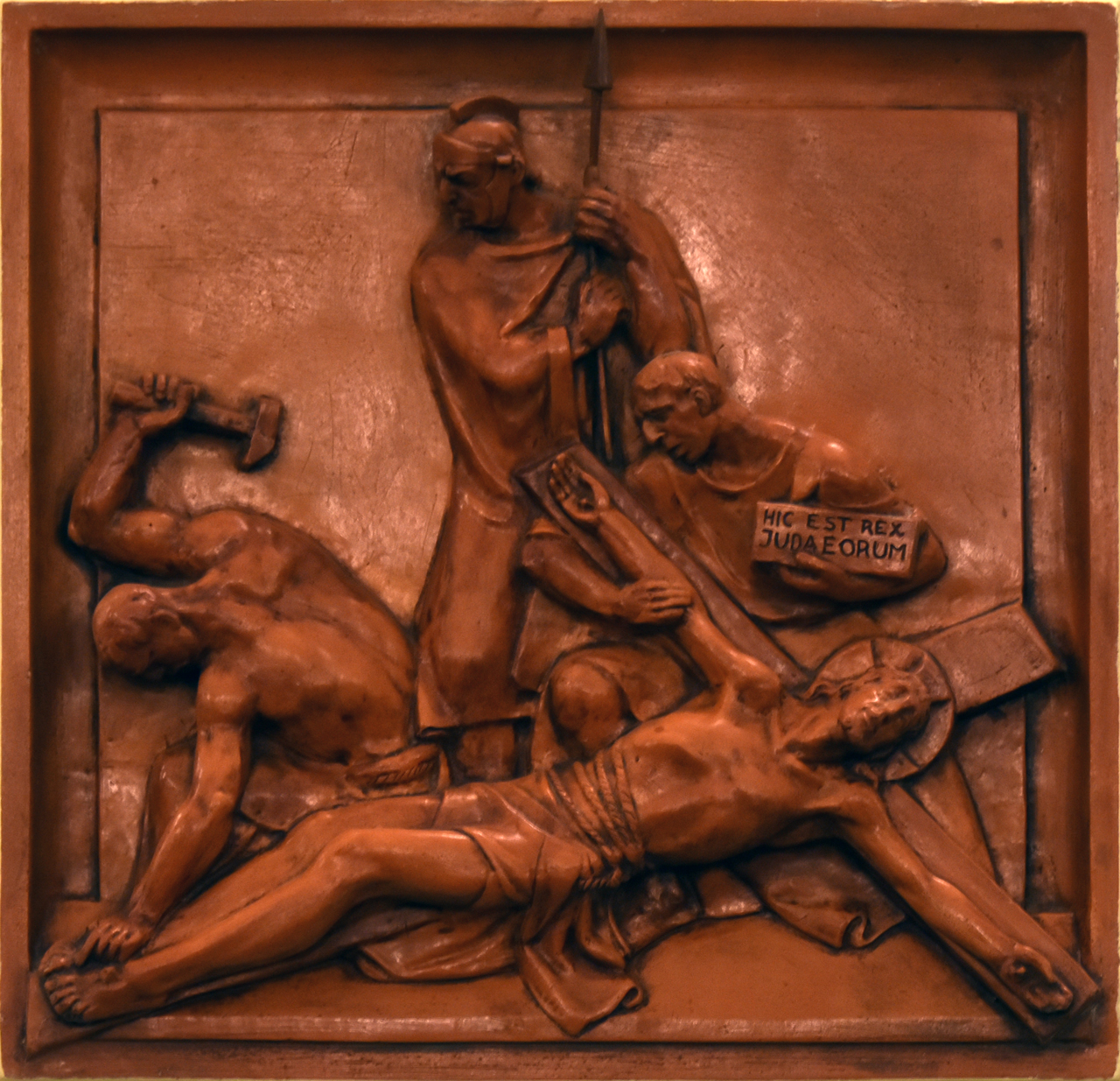
Vladimír Astl, Křížová cesta (11), Přibíjení na kříž
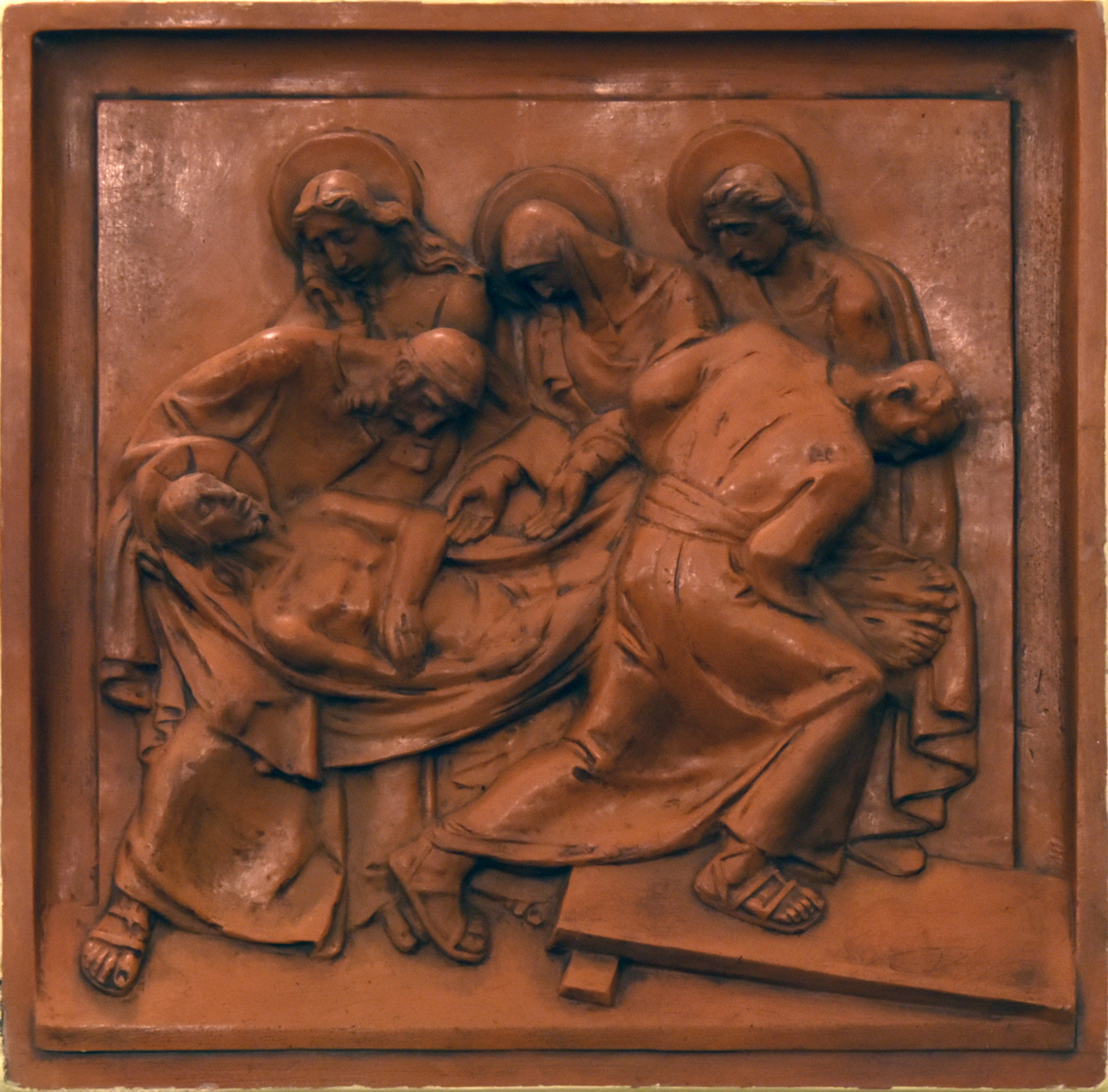
Vladimír Astl, Křížová cesta (14), Ukládání do hrobu

### Restaurátorské práce
Astl roku 1923 restauroval sochu Herkula umístěnou v Ledeburské zahradě na Malé Straně.

### Výstavy (výběr)
- 1904-1908 Výroční výstavy Krasoumné jednoty, Rudolfinum, Praha
- 1906 Výstava Jednoty umělců výtvarných, Topičův salon (1906-1911), Praha
- 1943 Umělci národu 1943, Praha
- 1949 Výtvarní umělci k II. všeodborovému sjezdu, Dům výtvarného umění, Praha
- 1957 Sochařský náčrt, kresba a drobná plastika, Alšova síň Umělecké besedy, Praha
- 1966 Česká secese - Umění 1900, Alšova jihočeská galerie v Hluboké nad Vltavou
- 1966/1967 Česká secese - Umění 1900, Moravská galerie v Brně
- 1971 Český portrét, Alšova jihočeská galerie v Hluboké nad Vltavou
- 1972 Julius Mařák a jeho škola, Škola Josefa Václava Myslbeka, Letohrádek královny Anny (Belveder), Praha
- 1973 Obrazy o lidech, Východočeská galerie v Pardubicích
- 1977 České sochařství kolem roku 1900, Severočeská galerie výtvarného umění v Litoměřicích
- 1979 Dítě v českém umění 19. a 20. století, Středočeská galerie, Praha
- 1996 Obrazárna v Čechách 1796 - 1918: Výstava k 200. založení Národní galerie v Praze, Jízdárna Pražského hradu, Praha
- 2013 Vášeň, sen a ideál - Česká secesní plastika, Zámek Troja, Praha[19]
- 2016 Neklidná figura: Exprese v českém sochařství 1880-1914 / The Restless Figure: Expression in Czech Sculpture 1880-1914, Městská knihovna Praha, Praha